# Gare de la Résidence universitaire Medaguine Mohamed
La gare de la Résidence universitaire Medaguine Mohamed est une halte ferroviaire algérienne située sur le territoire de la commune de Souk Ahras, dans la wilaya de Souk Ahras.

## Situation ferroviaire
La gare est située au nord de la commune de Souk Ahras, sur la ligne d'Annaba à Djebel Onk. Elle est précédée de la gare de Aïn Seynour et suivie de celle Souk Ahras.

## Service des voyageurs

### Desserte
La gare de la Résidence universitaire Medaguine Mohamed est desservie par les trains régionaux de la liaison Souk Ahras - Aïn Seynour.